# Coptops vomicosa
Coptops vomicosa là một loài bọ cánh cứng trong họ Cerambycidae.